# Mūzī Bāgh
Mūzī Bāgh (persiska: موزی باغ) är en ort i Iran.   Den ligger i provinsen Mazandaran, i den norra delen av landet, 190 km nordost om huvudstaden Teheran. Antalet invånare är 346.
Terrängen runt Mūzī Bāgh är mycket platt. Runt Mūzī Bāgh är det ganska tätbefolkat, med 111 invånare per kvadratkilometer. Närmaste större samhälle är Nekā, 18,0 km sydost om Mūzī Bāgh. Trakten runt Mūzī Bāgh består till största delen av jordbruksmark.